# Tony Moore (músico)
Anthony Moore (Bristol, 11 de octubre de 1958) es un músico, presentador y promotor musical británico. Fue miembro de la banda de heavy metal Iron Maiden a finales de la década de 1970 antes del lanzamiento del disco homónimo de la agrupación. En 1986 fue el tecladista de la banda Cutting Crew, apareciendo en el sencillo «(I Just) Died in Your Arms». En 1997 fundó The Kashmir Klub para promover la música en vivo en Londres.

## Biografía

### Iron Maiden
Fan del rock progresivo, Moore trabajaba en el departamento de Hi-Fi de la tienda Debenhams de Bristol y acababa de comprarse un pequeño sintetizador Korg cuando vio un anuncio en el semanario Melody Maker buscando un teclista para una agrupación londinense de heavy metal llamada Iron Maiden. Contactó a Steve Harris (con quien compartía su afición por los sonidos progresivos), hizo una prueba y le invitaron a unirse a la banda como tecladista. Se trasladó a Londres para comenzar los ensayos.
En aquella época, todos los miembros de la banda tenían trabajos diurnos y ensayaban una o dos veces por semana. Su primer y único concierto con la agrupación ocurrió en un pub llamado The Bridgehouse, en Canning Town. Moore decidió dejar Iron Maiden para unirse a Tanz Der Youth poco después, ya que consideraba que los teclados no encajaban con el sonido que la agrupación buscaba en aquel momento.

### Cutting Crew y otros proyectos
En 1986, Moore fue invitado a tocar los teclados en la banda de pop rock Cutting Crew, que alcanzó un éxito mundial con el sencillo «(I Just) Died in Your Arms». Permaneció en la agrupación durante dos años. Entre 1997 y 2003 administró The Kashmir Klub, un espacio sin ánimo de lucro ubicado en Notthingham Place dedicado a la promoción de la música en vivo en Londres.
En 2001 presentó su composición «That's My Love» en el concurso musical A Song for Europe, esperando representar al Reino Unido en el Festival de la Canción de Eurovisión. Finalizó en segundo lugar detrás de Lindsay Dracass. Cuatro años después estrenó su primer álbum de estudio como solista, titulado Perfect and Beautiful. En 2019 interpretó su composición «We Are The Light» en la ceremonia de clausura de los Juegos Europeos de 2019 en la ciudad de Minsk.
Tras trabajar como presentador radial en diferentes espacios, Moore retornó a los escenarios a comienzos de la década de 2020 con un show de un solo músico titulado Tony Moore's Awake. Steve Harris, su antiguo compañero en Iron Maiden, lo ha llevado como telonero de gira con su banda British Lion a diferentes países del mundo.